# マテリアル (椿屋四重奏の曲)
「マテリアル」は、日本のバンド椿屋四重奏の通算8枚目およびメジャー3枚目のシングル。2010年10月24日発売。発売元はワーナーミュージック・ジャパン。

## 概要
- 通常盤と初回限定盤の二種リリース。初回限定盤には「熱視線8 "KICK START MY HEART" LIVE DIGEST」として、「舌足らず」、「陽炎」、「幻惑」のLIVE映像入りのDVD付き。
- いばらのみちに続き2作連続となるドラマ主題歌。
- PV監督は松本剛。

## 収録曲
1. マテリアル(5:27)
作詞・作曲・編曲：中田裕二
2. ロスト・チルドレン(4:23)
作詞・作曲・編曲：中田裕二
3. マテリアル (Instrumental)(5:24)

## 収録アルバム
- ベスト『BEST MATERIALS』（2011年4月6日発売）

## タイアップ
- マテリアル：テレビ東京系ドラマ「モリのアサガオ」主題歌